# Tragia karsteniana
Tragia karsteniana är en törelväxtart som beskrevs av Ferdinand Albin Pax och Käthe Hoffmann. Tragia karsteniana ingår i släktet Tragia och familjen törelväxter.
Artens utbredningsområde är Colombia. Inga underarter finns listade i Catalogue of Life.